# Derolus dilatatus
Derolus dilatatus är en skalbaggsart som först beskrevs av Louis Alexandre Auguste Chevrolat 1856.  Derolus dilatatus ingår i släktet Derolus och familjen långhorningar.
Artens utbredningsområde är Nigeria. Inga underarter finns listade i Catalogue of Life.